# 四国中央市
四国中央市（しこくちゅうおうし）は、愛媛県の東端に位置する市。四国の他の3県（香川県、高知県、徳島県）に接している。

## 概要

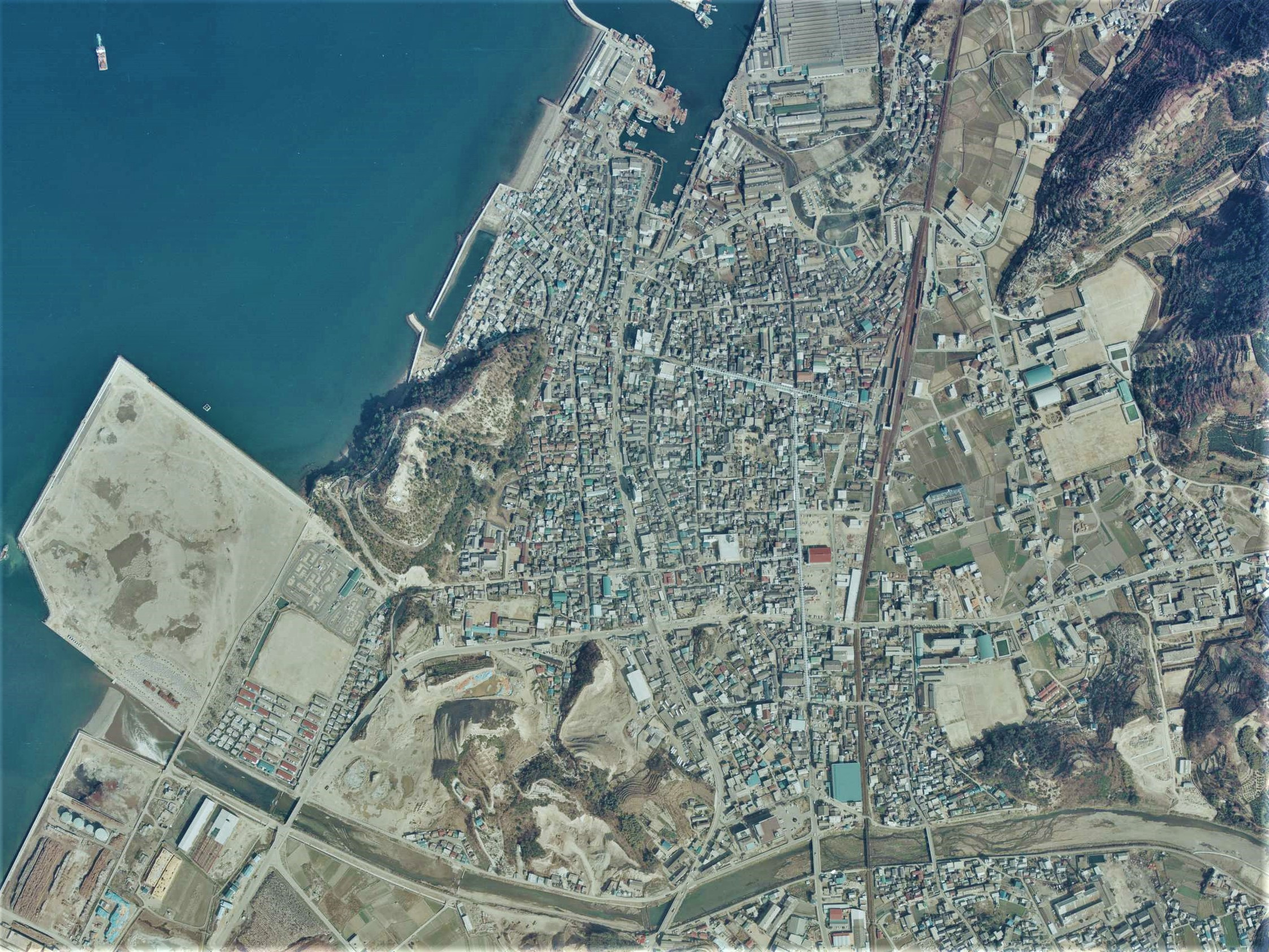
旧川之江市中心部周辺の空中写真。1975年3月4日撮影。。

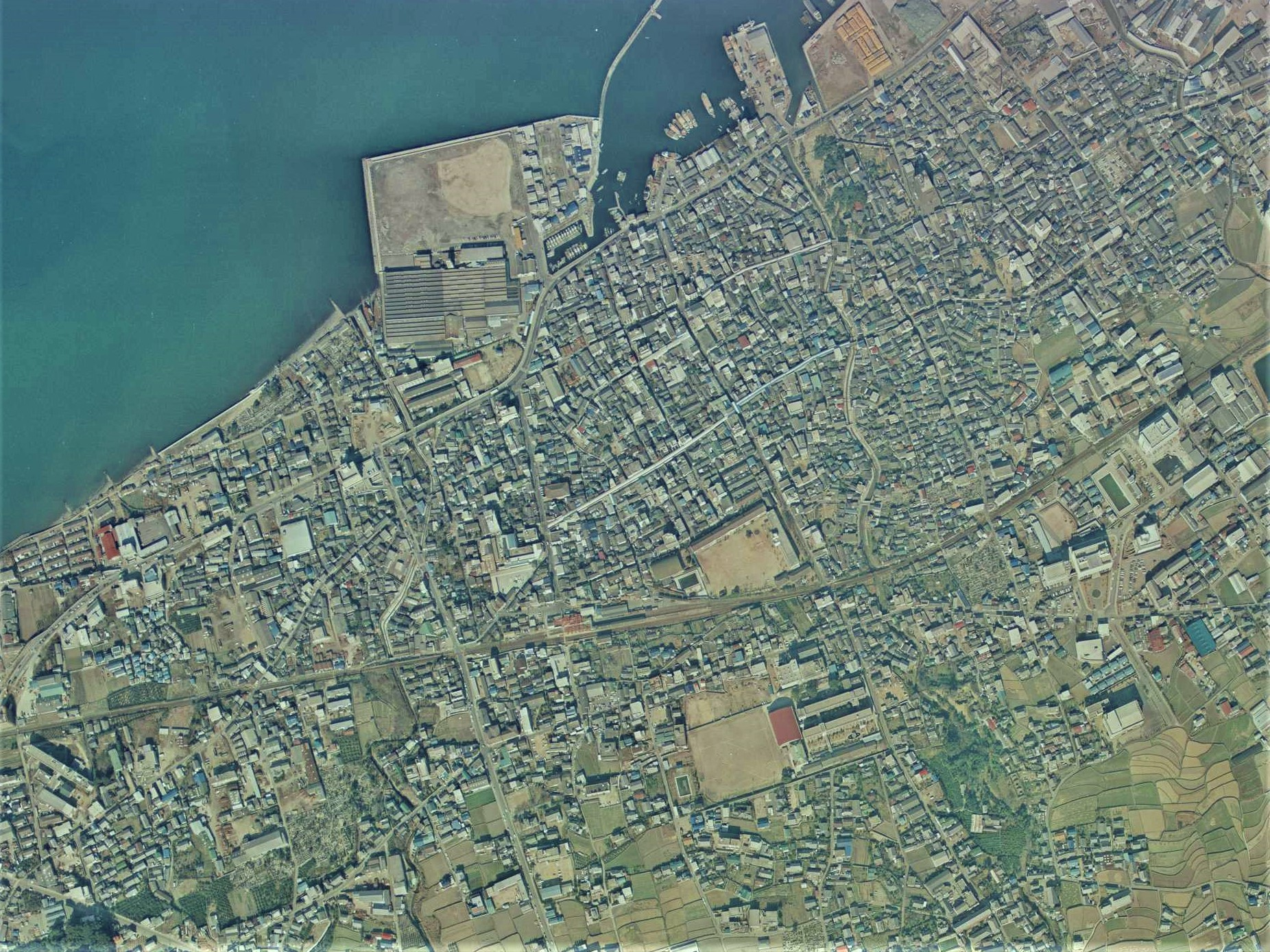
旧伊予三島市中心部周辺の空中写真。1975年1月14日撮影。。

四国中央市は、南に法皇山脈があり、北は瀬戸内海燧灘に面する。平野部が狭小のため、山地から海に向かって「やまじ」と呼ばれる局地風が吹きおろす。同じ東予地方の新居浜市・西条市・今治市とともに瀬戸内工業地域に含まれ、愛媛県・四国地方を代表する工業都市のひとつである。大王製紙が本社を置いており、日本有数の製紙産業地帯となっている。
四国中央市の市域は1878年の郡区町村編制で宇摩郡が設置された地域の大部分を占める。同地域は昭和の大合併を経て伊予三島市・川之江市など2市1町2村に再編され、平成の大合併で2市1町1村（伊予三島市・川之江市・土居町・新宮村）が新設合併し、2004年4月に四国中央市が誕生した（宇摩郡のうち別子山村は2003年4月に新居浜市に編入）。
新設合併に伴い、四国の自治体としては初めて、当県を含む四国4県全てと隣接している自治体となった（のちに徳島県三好市もそのようになっている）と同時に、宇摩郡が消滅した。
四国全体からみれば宇摩地方は、高松自動車道・松山自動車道・徳島自動車道・高知自動車道が結節しており、四国の県庁所在地（松山市・高松市・徳島市・高知市）すべてにアクセスしやすい交通の要所である。そのため、将来的に道州制が導入された際に州都または道庁所在地になるという将来構想を込めて、「四国中央市」の市名が採択された。

## 地理

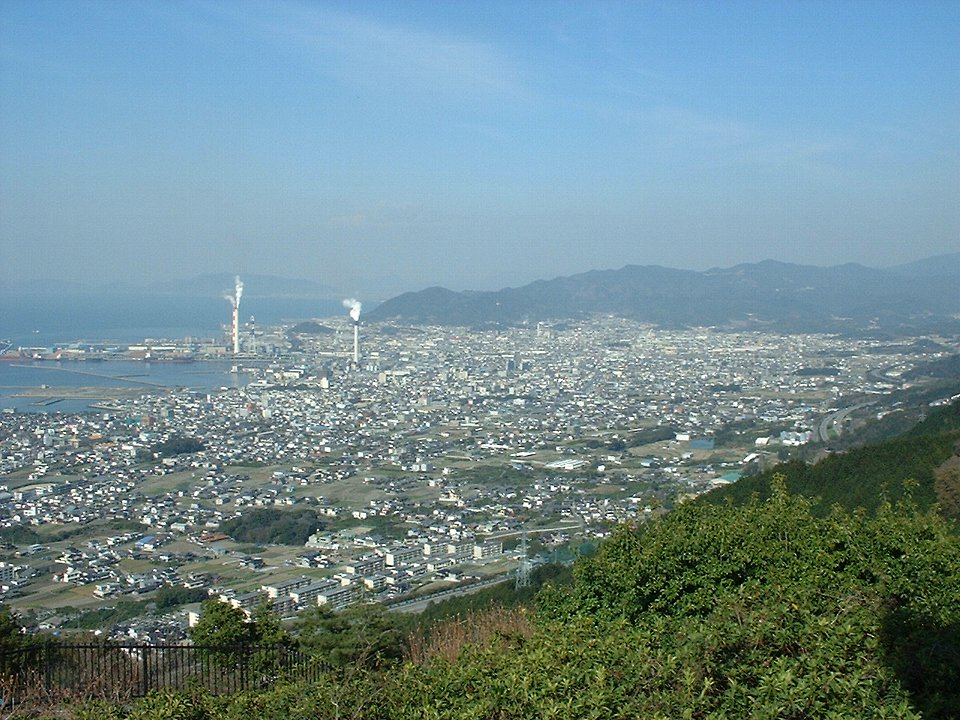
国道319号から市街を望む

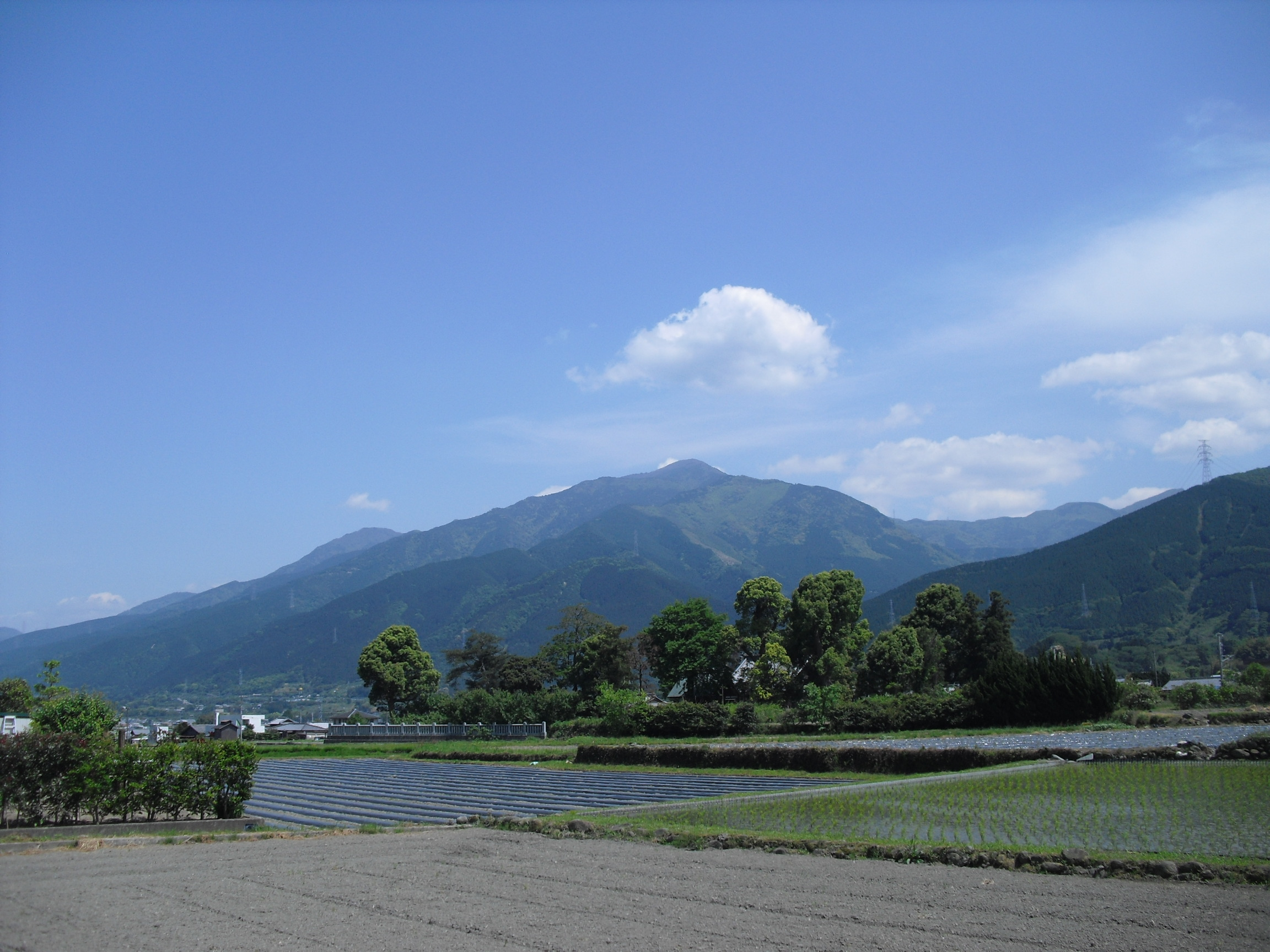
土居町から赤星山を望む

高速道路が交差する交通の要衝であり、60km 南に高知市、70km 北東に高松市、80km 西に松山市、100km 東に徳島市が位置する。高速道路網の整備により、川之江ジャンクションと川之江東ジャンクションを持ち、四国の「エックスハイウェイ」が交差する中心地となっている。
市の南部に東西に連なる法皇山脈の山々が屏風のようにそそり立っている。平地は山地の北側に細長く展開し、北は燧灘に面している。中央構造線が山すそに沿って、東西に走っている。法皇山脈の南側に吉野川の支流の一つである銅山川が東流し、そのさらに南には高知県との境をなす四国山地の山々が連なっている。
- 山: 峰畑山・塩塚峰・三傍示山・佐々連尾山・赤星山・翠波峰・西赤石山・東赤石山・西赤石山・二ッ岳・ハネヅル山など
- 河川: 銅山川・金生川・関川など
- 湖沼: 金砂湖（柳瀬ダム湖）・法皇湖（富郷ダム湖）
- ダム: 新宮ダム・柳瀬ダム・富郷ダム

## 気候
全般には温暖で穏やかな瀬戸内型気候に属する。北に海（燧灘）、南に山（法皇山脈）という地形から、日本海側気候の特徴も若干持つ。
- 年平均気温 - 16.4℃（四国中央）
- 年平均降水量 - 1444.4mm（四国中央）、2173.5mm（富郷）
- 年間日照時間 - 1736.0時間（四国中央）

松山・高松など、瀬戸内の他の都市に比べて、日照時間が2割程度少ない。これは平野部が狭く、燧灘を吹き渡って来た風が法皇山脈にぶつかり上昇して雲を発生させやすいためである。移動性高気圧型のときに顕著で、午前中はほとんど曇っており、気温が上がる昼前になってようやく雲が消え晴れてくる。同じ燧灘に面している新居浜や西条は平野部が広いため日照時間が長い。
平野部は気温が下がりにくい。冬の最低気温は松山や宇和島とあまり変わらず、冬日は1年に8回程度である。これに対し山間部の新宮町や富郷町は冷え込みが厳しい。また、山間部には湿った空気が集まりやすく、降水量が平野部の1.5倍に達している。
春先を中心に、やまじ風という南寄りの突風（日本三大局地風の一つ）が吹き、農作物や家屋が被害を受けることがしばしばある。
| 四国中央（1991年 - 2020年）の気候  | 四国中央（1991年 - 2020年）の気候 | 四国中央（1991年 - 2020年）の気候 | 四国中央（1991年 - 2020年）の気候 | 四国中央（1991年 - 2020年）の気候 | 四国中央（1991年 - 2020年）の気候 | 四国中央（1991年 - 2020年）の気候 | 四国中央（1991年 - 2020年）の気候 | 四国中央（1991年 - 2020年）の気候 | 四国中央（1991年 - 2020年）の気候 | 四国中央（1991年 - 2020年）の気候 | 四国中央（1991年 - 2020年）の気候 | 四国中央（1991年 - 2020年）の気候 | 四国中央（1991年 - 2020年）の気候 |
| 月                                 | 1月                               | 2月                               | 3月                               | 4月                               | 5月                               | 6月                               | 7月                               | 8月                               | 9月                               | 10月                              | 11月                              | 12月                              | 年                                |
| ---------------------------------- | --------------------------------- | --------------------------------- | --------------------------------- | --------------------------------- | --------------------------------- | --------------------------------- | --------------------------------- | --------------------------------- | --------------------------------- | --------------------------------- | --------------------------------- | --------------------------------- | --------------------------------- |
| 最高気温記録 °C （°F）             | 20.3 (68.5)                       | 23.7 (74.7)                       | 27.6 (81.7)                       | 29.8 (85.6)                       | 32.2 (90)                         | 35.2 (95.4)                       | 38.3 (100.9)                      | 37.9 (100.2)                      | 37.2 (99)                         | 32.3 (90.1)                       | 25.8 (78.4)                       | 23.3 (73.9)                       | 38.3 (100.9)                      |
| 平均最高気温 °C （°F）             | 9.3 (48.7)                        | 10.0 (50)                         | 13.6 (56.5)                       | 19.3 (66.7)                       | 24.2 (75.6)                       | 26.8 (80.2)                       | 31.0 (87.8)                       | 32.2 (90)                         | 28.1 (82.6)                       | 22.6 (72.7)                       | 17.0 (62.6)                       | 11.8 (53.2)                       | 20.5 (68.9)                       |
| 日平均気温 °C （°F）               | 5.9 (42.6)                        | 6.2 (43.2)                        | 9.3 (48.7)                        | 14.4 (57.9)                       | 19.3 (66.7)                       | 22.7 (72.9)                       | 26.9 (80.4)                       | 27.9 (82.2)                       | 24.1 (75.4)                       | 18.6 (65.5)                       | 13.2 (55.8)                       | 8.3 (46.9)                        | 16.4 (61.5)                       |
| 平均最低気温 °C （°F）             | 2.6 (36.7)                        | 2.6 (36.7)                        | 5.2 (41.4)                        | 9.9 (49.8)                        | 14.8 (58.6)                       | 19.3 (66.7)                       | 23.5 (74.3)                       | 24.4 (75.9)                       | 20.7 (69.3)                       | 15.0 (59)                         | 9.5 (49.1)                        | 5.0 (41)                          | 12.7 (54.9)                       |
| 最低気温記録 °C （°F）             | −3.5 (25.7)                       | −5.4 (22.3)                       | −3.1 (26.4)                       | 0.7 (33.3)                        | 5.4 (41.7)                        | 11.8 (53.2)                       | 17.0 (62.6)                       | 17.9 (64.2)                       | 10.6 (51.1)                       | 6.7 (44.1)                        | 0.2 (32.4)                        | −2.3 (27.9)                       | −5.4 (22.3)                       |
| 降水量 mm （inch）                 | 44.9 (1.768)                      | 56.2 (2.213)                      | 94.9 (3.736)                      | 89.2 (3.512)                      | 113.2 (4.457)                     | 175.8 (6.921)                     | 198.7 (7.823)                     | 162.6 (6.402)                     | 232.5 (9.154)                     | 142.5 (5.61)                      | 69.5 (2.736)                      | 64.5 (2.539)                      | 1,444.4 (56.866)                  |
| 平均降水日数 （≥1.0 mm）           | 7.2                               | 8.3                               | 10.6                              | 9.6                               | 9.4                               | 12.6                              | 10.8                              | 8.7                               | 10.6                              | 8.7                               | 7.4                               | 9.1                               | 112.9                             |
| 平均月間日照時間                   | 107.1                             | 117.4                             | 159.0                             | 184.5                             | 194.4                             | 130.7                             | 166.5                             | 194.9                             | 134.8                             | 138.4                             | 112.6                             | 98.4                              | 1,736                             |
| 出典1：Japan Meteorological Agency |                                   |                                   |                                   |                                   |                                   |                                   |                                   |                                   |                                   |                                   |                                   |                                   |                                   |
| 出典2：気象庁                      |                                   |                                   |                                   |                                   |                                   |                                   |                                   |                                   |                                   |                                   |                                   |                                   |                                   |

| 富郷（1991年 - 2020年）の気候      | 富郷（1991年 - 2020年）の気候 | 富郷（1991年 - 2020年）の気候 | 富郷（1991年 - 2020年）の気候 | 富郷（1991年 - 2020年）の気候 | 富郷（1991年 - 2020年）の気候 | 富郷（1991年 - 2020年）の気候 | 富郷（1991年 - 2020年）の気候 | 富郷（1991年 - 2020年）の気候 | 富郷（1991年 - 2020年）の気候 | 富郷（1991年 - 2020年）の気候 | 富郷（1991年 - 2020年）の気候 | 富郷（1991年 - 2020年）の気候 | 富郷（1991年 - 2020年）の気候 |
| 月                                 | 1月                           | 2月                           | 3月                           | 4月                           | 5月                           | 6月                           | 7月                           | 8月                           | 9月                           | 10月                          | 11月                          | 12月                          | 年                            |
| ---------------------------------- | ----------------------------- | ----------------------------- | ----------------------------- | ----------------------------- | ----------------------------- | ----------------------------- | ----------------------------- | ----------------------------- | ----------------------------- | ----------------------------- | ----------------------------- | ----------------------------- | ----------------------------- |
| 降水量 mm （inch）                 | 68.2 (2.685)                  | 79.6 (3.134)                  | 135.5 (5.335)                 | 125.7 (4.949)                 | 143.6 (5.654)                 | 221.6 (8.724)                 | 309.2 (12.173)                | 305.9 (12.043)                | 371.5 (14.626)                | 181.9 (7.161)                 | 96.5 (3.799)                  | 96.9 (3.815)                  | 2,173.5 (85.571)              |
| 平均降水日数 （≥1.0 mm）           | 10.2                          | 10.6                          | 12.4                          | 10.9                          | 10.2                          | 13.4                          | 12.8                          | 11.3                          | 12.9                          | 9.9                           | 9.2                           | 10.6                          | 135.1                         |
| 出典1：Japan Meteorological Agency |                               |                               |                               |                               |                               |                               |                               |                               |                               |                               |                               |                               |                               |
| 出典2：気象庁                      |                               |                               |                               |                               |                               |                               |                               |                               |                               |                               |                               |                               |                               |

## 歴史

### 有史以前
市域で発見された遺跡から、この地方に人が住みはじめたのは1万2000年以上前と考えられる。最初に人が住んだのは金生川流域の丘陵地帯で、その後縄文時代から弥生時代にかけて海岸の平野部に生活の範囲が広がっていった。
古墳時代中期には木梨軽皇子の墓といわれている東宮山古墳が作られている。古墳時代後期の6世紀になると丘陵地帯に古墳が作られるようになった。7世紀前半には四国最大級の石室を持つ宇摩向山古墳が作られた。急峻な山地と狭く長い平野のため、大きな権力を持つ社会の形成は遅かったようである。

### 古代
大化の改新後、この地域は宇摩郡と呼ばれるようになり、古代官道など交通網の整備によって南海道に伊予国大岡駅が設けられ、中央から伊予・土佐への交通の分岐点となった。この宇摩郡と四国中央市の市域はほぼ一致する。

### 近世

#### 江戸時代
1636年、一柳直盛が伊勢国神戸藩から西条6万8600石に封ぜ られた。ところが直盛は封地に赴く途上で病没してしまう。直盛の領地は3人の子に分知され、川之江2万8600石は次男一柳直家の所領となった（川之江藩）。しかし直家も1642年に病没し、養子一柳直次への相継が幕府に認められず播磨国へ転封となった。所領は幕府に収公されて伊予松山藩に預けられ、松山藩は川之江代官所を置いて幕府領を管理した。
その後、宇摩郡の幕府領は西条藩や今治藩の所領の代替地として与えられたので、幕末期の宇摩郡は徳川幕府・今治藩・西条藩の領地が複雑に入り組む状態となった。
一説によると宝暦年間（1751年 - 1764年）に宇摩地方の製紙業の基礎が築かれた。

### 近代
明治維新後の1878年、郡区町村編制法が施行されると現在の四国中央市域に宇摩郡が設置された。郡役所は人口が最も多く、商業施設も集積しており、また天領時代に代官所が置かれた川之江村に設けられた。しかし、位置的には宇摩郡の東端に近かったため、西部の三島・土居の住民が国・愛媛県に郡役所移転を要望し続けた。明治維新後、交通手段が徒歩から船や鉄道に変わると、川之江の交通の要衝としての重要性は相対的に低下した。
1889年 町村制の施行により、郡内の51村が合併し23村になった。川之江・二名・金生・上分・金田・川滝・新立・上山・松柏・三島・中曽根・ 中之庄・寒川・豊岡・金砂・富郷・野田・津根・小富士・土居・満崎・関川・ 別子山（1898年から1952年にかけて、三島・川之江・上分・金生・寒川は町制を施行）
天領だった川之江は、幕末に土佐藩が駐留した縁で、土佐出身の板垣退助率いる自由党系とのつながりが深かった。一方、三島は進歩党系に接近し、進歩党系松方正義政権下の1897年に宇摩郡役所の三島村移転を成功させた。これ以降、「川之江は政友会・三島は改進党（民政系）となり政争のしのぎを削る基となった」。また「各官庁が三島に移ったことが、宇摩郡東西に長くしこりを残す因をなした」とされた。
篠原朔太郎の研究により機械動力を利用した製紙業が行われるようになる。第2次世界大戦（太平洋戦争）後は近代的製紙業の発達とともに急速に発展した。

### 現代
1950年（昭和25年）3月17日、市域に昭和天皇の戦後巡幸があり、大王製紙や大西製紙の工場を視察。川之江小学校の校庭には川之江町奉迎場を、三島小学校校庭には三島町奉迎場を設けて昭和天皇を迎えた。天皇は伊予三島駅からお召し列車（四国で初の運転）に乗車、伊予土居駅で下車し、同駅前においても奉迎が行われた。
1950年代前半の「昭和の大合併」では、宇摩市構想が持ち上がった。しかし、宇摩郡東部の川之江町・金生町・上分町・妻鳥村・金田村・川滝村が合併し川之江市を成立させたため、実現は断念された。西部の三島町・寒川町・松柏村・豊岡村・富郷村・金砂村は合併して伊予三島市を成立させた。この結果、宇摩郡は、川之江市・伊予三島市、宇摩郡土居町・新宮村・別子山村の2市1町2村に再編された。
2003年（平成15年）には別子山村が隣接する新居浜市と合併した。2004年（平成16年）4月1日、川之江市・伊予三島市・土居町・新宮村が新設合併して四国中央市が生まれた。市名は将来、道州制が導入される場合の道庁所在地ないし州都になる事を目指して決められたという。
2006年（平成18年）3月 - 四国中央テレビがサービス開始した。2008年（平成20年）4月 - 川之江商工会議所と伊予三島商工会議所が合併し、四国中央商工会議所が発足した。2008年（平成20年）7月、四国中央市で第1回書道パフォーマンス甲子園が開催された。2014年（平成26年）4月、愛媛大学紙産業イノベーションセンターが設置された。
2018年（平成30年）9月には四国中央市役所の新庁舎が落成し、新庁舎での業務を開始した。2019年（令和元年）8月、四国中央市民会館三島会館と四国中央市民会館川之江会館を統合し、四国中央市市民文化ホールが開館した。

### 交通史
戦国時代には、四国でも産業が発展し各国の交流が増加した。それに伴い、交通の要衝として戦略的に重視されるようになり、たびたび讃岐・阿波・土佐から侵略をうける。3つの国境に接する市域の東部では特に防衛のための砦が多く築かれ、現在もいくつかの遺跡が残されている。
金生川の河口は川の江と呼ばれ、河口付近の浅瀬を港として利用されるようになった。江戸時代に入ると土佐街道の始点として商業が発達し、港町として発展した。土佐藩が参勤交代の経路として四国山地を越える土佐街道を利用し、宿場町として栄えた。
1985年（昭和60年）3月、四国で初めての高速道路である土居インターチェンジ〜三島川之江インターチェンジが開通した。2000年（平成12年）3月には川之江東ジャンクションの供用が開始され、川之江ジャンクションと併せて四国の「エックスハイウェイ」が完成した。
中曽根町の三島公園には「四国高速道路発祥地の碑」が、柴生町の四国高速道路クロス地点展望台には「四国高速道路クロス地点モニュメント」がある。

## 行政

### 行政組織・行政課題等
- 市長

初代 井原巧（いはら たくみ） 2004年（平成16年）4月28日 - 2013年4月27日。3期。
第2代 篠原実（しのはら みのる） 2013年（平成25年）4月28日 - 2025年4月27日。3期。
第3代 大西賢治（おおにし けんじ） 2025年（令和7年）4月28日就任。1期目。
- 市議会

議員定数22人
- 庁舎

2018年（平成30年）まで旧伊予三島市庁舎を本庁舎としていた。合併協議の段階で、庁舎の位置が難関となり、この問題をこじらせると合併そのものが成就しない恐れすらあったため、新市にて改めて検討することとし、事実上決定を「先送り」した経緯がある。結局、新庁舎が旧庁舎の隣に建設された。
- 行財政改革

職員の給与見直しに愛媛県内市町では初めて踏み込んだ。広報紙への広告掲載、自治条例制定など先進的な施策に愛媛県内では先頭を切って取り組んでいる。
2006年（平成18年）2月、庁内公募制を導入した。

### 合併の経緯
- 1965年（昭和40年）8月 - 市町村議会議員を中心に「宇摩市町村合併促進調査研究協議会」が設立されるも自然消滅。
- 1969年（昭和44年）8月 - 川之江市・伊予三島市で「合併研究連絡協議会」が発足。新市名、事務所の位置など未決定ながらも、翌年3月に報告書を提出し、解散。
- 1986年（昭和61年）3月 - 篠永伊予三島市長が議会で宇摩合併を提唱。
- 1986年（昭和61年）10月 - 伊予三島市役所の庁内組織として宇摩地域合併協議会を設置、検討開始。
- 1988年（昭和63年） - この頃から青年会議所の広域的活動が活発化。
- 1988年（昭和63年）3月 - 宇摩地域合併協議会「大同団結への提言」報告書を提出。
- 1995年（平成7年）5月 - 青年会議所を中心とした青年7団体からなる「宇摩合併研究会」が発足。
- 1997年（平成9年）11月 - 川之江・伊予三島青年会議所が統合し「法皇青年会議所」に。
- 1998年（平成10年）10月 - 宇摩合併研究会が西田自治大臣及び自治省鈴木行政局長を招き合併シンポジウムを開催。
- 1999年（平成11年）5月 - 宇摩合併研究会が「新宇摩合併研究会」となる。
- 2000年（平成12年）6月 - 新宇摩合併研究会が宇摩全域の市町村長、県議会議員、市町村議会議員総勢92名に記名式公開アンケートを実施、結果を8月20日頃に新聞折り込みで全戸配付（回答数40）
- 2000年（平成12年）9月 - 宇摩5市町村首長会談。「合併は避けられない問題」との共通認識のもと、助役級による「合併検討委員会」の設置を決定。
- 2000年（平成12年）11月 - 宇摩5市町村議会からなる行政研究懇談会が、各議会において早期の特別委員会設置に努力する旨を申し合わせ。
- 2000年（平成12年）12月 - 合併検討委員会が5回の会議を経て、任意の合併協議会設置を求めた報告書を提出
- 2001年（平成13年）1月 - 宇摩5市町村首長会談。任意の合併協議会及び設立準備会の立ち上げに基本的合意がなされる。
- 同 行政研究懇談会。各議会において合併に関する特別委員会の結成を申し合わせる。
- 2001年（平成13年）2月 - 5市町村のうち、別子山村議会が全会一致で合併先を新居浜市と決定。宇摩合併から離脱、2市1町1村の枠組みが事実上決定。
- 2001年（平成13年）3月 宇摩4市町村首長会談。4月中旬の合併協議会設立が決定される。
- 2001年（平成13年）3月 - 3月議会における各議会の合併関連特別委員会並びに全員協議会において、合併協議会設立に関して説明、了承を経て協議会の発足に至る。
- 2001年（平成13年）4月 - 第1回宇摩合併協議会（任意協議会）開催
- 2002年（平成14年）5月 - 任意協議会「勝ち抜く宇摩を目指す手段として一日も早い法定協議会の設置が望まれる」旨の報告書。任意協議会としての協議を終える。
- 2002年（平成14年）7月1日 - 法定合併協議会第一回会合（以降全17回の協議会を経る）。2004年（平成16年）4月1日合併を目指す。
- 2002年（平成14年）9月1日 - 新市名称案を全国公募（同年10月15日まで）
- 2002年（平成14年）12月2日 - 新庁舎問題、候補地を国道11号沿いなど3ヵ所に絞り、新庁舎建設まで現在の伊予三島市役所を仮庁舎とする」ことで最終的に合意。
- 2003年（平成15年）2月14日 - 第7回協議会において投票により、5候補中、過半数を得て、新市の名称を「四国中央市」と決定。
- 同 在任特例期間を1年11ヶ月と決定。
- 2003年（平成15年）7月〜8月 新市名の再考を求める活動が活発に。12,460名の署名集まる。
- 2003年（平成15年）8月22日 - 第14回協議会。新市名称の再検討を求める要望書について、再検討を行わないことを決議。合併協議書案を承認。
- 2003年（平成15年）8月28日 - 合併協定書の調印式。
- 2003年（平成15年）9月22日 - 各市町村の議会で、廃置分合（合併）関連の議案可決。
- 2003年（平成15年）10月3日 - 4市町村長が愛媛県知事に合併申請書を提出。
- 2003年（平成15年）12月18日 - 愛媛県議会において、廃置分合（合併）に係る議案可決、県知事の決定。
- 2004年（平成16年）1月15日 - 官報告示（総務省告示第9号）。

### 国の主な行政機関
- 財務省伊予三島税務署
- 財務省神戸税関新居浜税関支署三島出張所
- 法務省伊予三島区検察庁
- 法務省松山地方法務局伊予三島支局
- 厚生労働省愛媛労働局四国中央公共職業安定所
- 国土交通省四国地方整備局松山港湾・空港整備事務所三島川之江事務所
- 国土交通省四国地方整備局柳瀬ダム管理支所
- 海上保安庁第六管区海上保安本部今治海上保安部三島川之江分室
- 伊予三島簡易裁判所
- 独立行政法人水資源機構新宮ダム管理所
- 独立行政法人水資源機構富郷ダム管理所

### 県の主な行政機関
- 愛媛県東予地方局四国中央庁舎
- 愛媛県四国中央保健所
- 四国中央警察署
- 高速道路交通警察隊川之江分駐隊
- 愛媛県森林管理署土居森林事務所
- 愛媛県産業技術研究所・紙産業技術センター
- 愛媛県銅山川発電所
- 愛媛県銅山川第3発電所

## 経済

### 工業

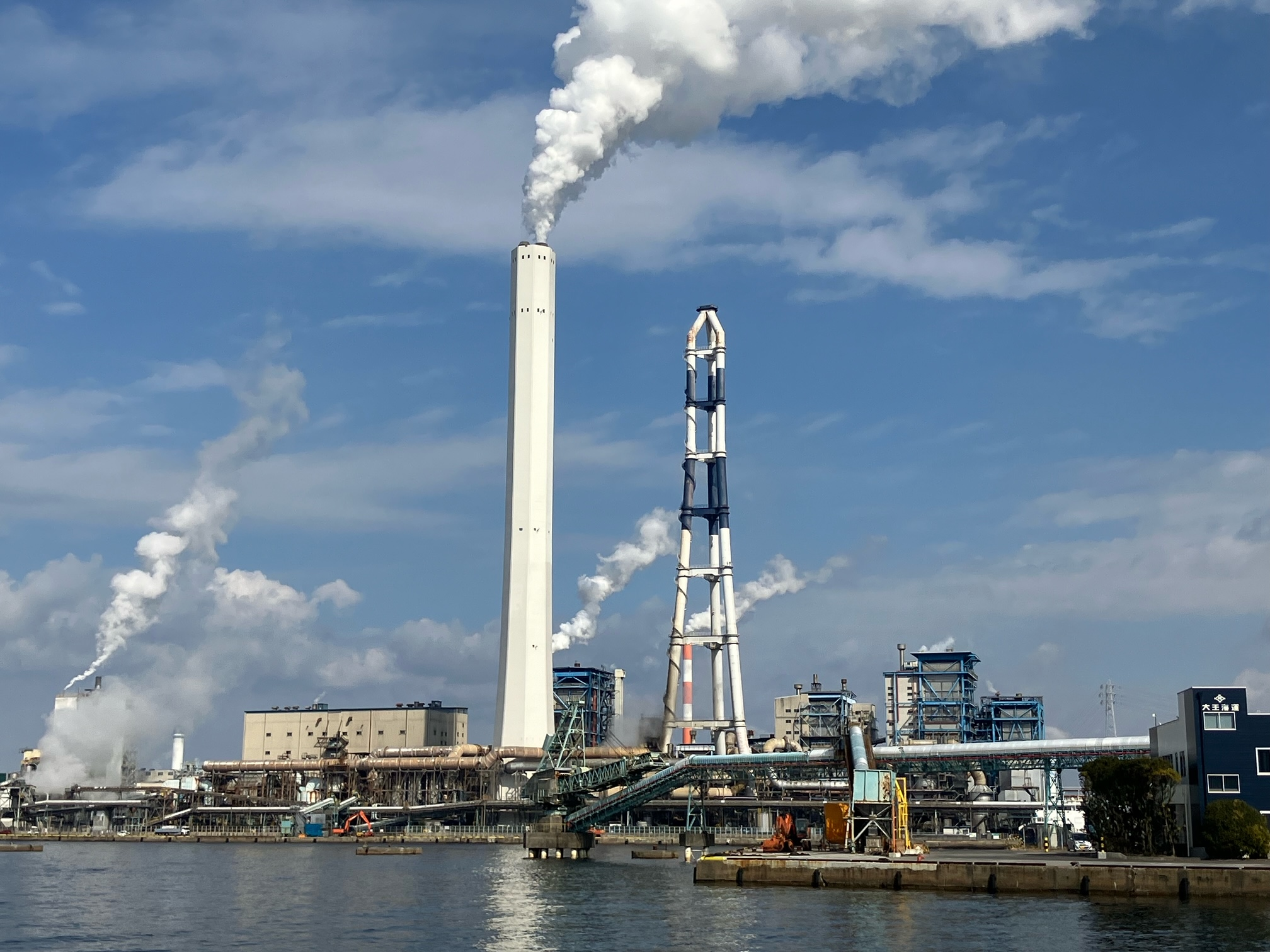
大王製紙三島工場のシンボルとなっているエリエールタワー

自生する楮や豊かな水を背景に江戸時代から製紙業が盛んであった。同じ伊予の大洲半紙が明治に入り衰退したのとは対照的に、宇摩の「製紙業の祖」薦田篤平の活躍もあって宇摩地方の製紙業は成長を続けた。1900年代末には、篠原朔太郎が和紙製造の機械化、乾燥機・原料煮沸釜の発明などの技術革新を推し進めた。大正時代には、製紙の機械化が進展し、宇摩地方は「日本屈指の製紙地として大きな地歩を占める」ようになった。製紙会社は第2次世界大戦中の企業整備要項（1942年）により、４社へ統合された。戦後は戦災を免れたため復興が早く、粗悪な仙貨紙でも飛ぶように売れたので、「仙貨 景気」といわれた。その後は朝鮮戦争による特需、高度経済成長を経て、宇摩地方の製紙産業は発展をつづけた。1973年のオイルショック以降は、愛媛の諸都市で工業が衰退するも、宇摩地方では1980年代を通じて製造品出荷額は伸び続けた。1990年代には横ばいとなり、2000年代以降は景気に左右されず、比較的安定して推移している。
製紙、紙加工業において日本屈指の生産量であり、紙製品の出荷額は18年連続日本一。
その他を含めた2017年現在の製造品出荷額（従業員4名以上の事業所）は6773億円であり、上位を「紙･パルプ」、「プラスチック製品」を占めている。
大王製紙やユニ・チャームといった上場企業が本店・本社拠点を置いており、中堅の製紙メーカーも複数所在する。かつては、大王製紙をはじめとする製紙工場による公害が顕著であった。

### 商業
大型商業施設には、イオンタウンがある。また、食品スーパー、ドラッグストア、ホームセンター、家電量販店、書店、外食チェーン店など県内外の企業が市内各地に多数出店している。また、川之江栄町商店街、ラスタ栄町、伊予三島駅前通り、新町商店街、西参道、土居町商店街などの商店街もある。
近年、四国縦貫自動車道と四国横断自動車道が交わるジャンクションが当市に完成したことで、三島川之江インターチェンジ周辺の立地条件が見直され、付近への商業集積が著しくなってきている。また、国道11号バイパスの延伸や、その周辺の道路整備が行われたため沿線へのロードサイド店舗の進出も顕著である。なお当市の小売業商品販売額は、2,600億円余りで四国第8位となっている。
- 大型スーパー
  - フジ三島店・川之江店・四国中央店・寒川店(マルナカ三島店跡地にオープン予定)
  - イオンタウン川之江（フジ・ウエルシア・イトウゴフク・IWASAKI・DAISO・TSURUYA・COO&RIKU・愛媛日産・ピザハット・スターバックスコーヒー・道とん堀・ジョイフル・アパマンショップ・ヤングドライ・買取り大吉・保険の手作り工房・大福接骨院など）
  - マルナカ土居店
  - フレッシュバリュー上分店・川之江店
  - ハローズ三島店・土居店・川之江店
  - コープ土居店
  - 業務スーパー四国中央店
  - 木村チェーン川之江店・三島店
  - ラ・ムー四国中央三島店（ロッキー三島店跡地に12月以降オープン予定）
- 大型家電量販店
  - エディオン四国中央店
  - ケーズデンキ四国中央店
- ファッション・衣料品店
  - ユニクロ四国中央店
  - 西松屋四国中央店
  - しまむら伊予三島ファッションモール店・土居店
  - バースデイ伊予三島ファッションモール店
  - 洋服の青山三島川之江店
  - 紳士服のはるやま三島川之江店
  - シュープラザ四国中央店
- ホームセンター・日用雑貨店
  - タイム伊予三島店
  - ダイキ川之江店
  - コーナン四国中央店・ホームストック土居店
  - コメリ土居店
  - ドン・キホーテ四国中央店
  - ニトリ四国中央店
  - ダイソーイオンタウン川之江店・コーナン四国中央店
  - セリアハローズ川之江モール店・土居入野店
- リサイクルショップ・アウトレット店
  - オフハウス伊予三島店
  - ハードオフ伊予三島店
  - ブックオフ伊予三島店
- ドラッグストア
  - マツモトキヨシハローズ川之江モール店
  - レディ薬局伊予三島店・四国中央店
  - マック川之江店・中之庄店・土居店
  - コスモス川之江店・三島宮川店・四国中央店・中曽根店・土居店
  - ドラッグストアモリ四国中央妻鳥店・四国中央土居店・中之庄店
  - ウエルシアイオンタウン川之江店・四国中央中曽根店
  - スーパードラッグひまわり川之江店
  - クスリのアオキ四国中央三島店

### 本社を置く企業
- 井原工業
- うま農業協同組合
- 梅錦山川
- 愛媛製紙
- エリエールプロダクト
- 大西物流
- カミ商事
- 川之江信用金庫
- 川之江造機
- サンヨー食品
- 四国中央テレビ
- シンワ
- 大昌鉃工所
- 大王海運
- 大王製紙
- ダイオーエンジニアリング
- ダイオーロジスティクス
- 大黒工業
- トーヨ
- 日本興運
- 服部製紙
- 福助工業
- ママイ
- マルウ接着
- 丸住製紙
- 三木特種製紙
- 美須賀海運
- ユニ・チャーム
- ユニ・チャーム国光ノンウーヴン
- ユニ・チャームプロダクツ
- リブドゥコーポレーション

### 事業所・工場を置く主要企業
- 王子コンテナー 愛媛工場
- 新タック化成 川之江工場
- ハリマ化成 四国工場
- リンテック 三島工場、三島工場 土居加工工場

### 支社･営業所を置く主要企業
- 地方銀行・第二地方銀行
  - 伊予銀行 三島支店･川之江支店･土居支店･中之庄支店･金生支店
  - 愛媛銀行 三島支店･川之江支店･土居支店･中之庄支店･金生支店
  - 香川銀行 川之江支店・三島支店
  - 四国銀行 四国中央支店
  - 中国銀行 川之江支店（愛媛県唯一の店舗）
  - 広島銀行 川之江支店・三島支店
  - 百十四銀行 三島支店
- 信用金庫･労働金庫など
  - 愛媛信用金庫 川之江支店・三島支店
  - 愛媛県信用漁業協同組合連合会 川之江店・三島店・寒川店
  - 観音寺信用金庫 四国中央支店
  - 四国労働金庫 三島支店
  - 東予信用金庫 三島支店･寒川支店
- 証券会社
  - 香川証券　伊予三島支店
  - 四国アライアンス証券　四国中央支店
  - 三豊証券　三島支店
- 保険会社
  - 日新火災海上保険株式会社 伊予三島支店
  - 住友生命保険相互会社 宇摩支部
  - 朝日生命保険相互会社 伊予三島営業所
  - アクサ生命保険株式会社 東予営業所
  - 明治安田生命保険相互会社 伊予三島営業所
  - 三井生命保険株式会社 伊予三島営業所
- 郵便局
  - 伊予三島郵便局
  - 川之江郵便局

### 宅配便
佐川急便新居浜営業所は新居浜市ではなく四国中央市にあり、佐川急便四国中央営業所は四国中央市ではなく香川県観音寺市にある。
同社の四国中央営業所（旧・川之江店）は「四国中央」と付いているが、市内にはなく、隣接する香川県観音寺市の県境近くにある。そのため川之江店を管轄していた地域法人は愛媛佐川急便ではなく、香川県を受け持っていた四国佐川急便だった。そしてその一方、旧・土居町に新居浜営業所が存在し、四国中央市のうち土居町・新宮町・寒川町・豊岡町・金砂町・富郷町は同営業所の管内となっている。

## 団体
- 四国中央商工会議所
- 宇摩民主商工会

## 文化

### 演劇
- 四国中央ふれあい市民劇団
- 劇団サイケデリックマンモス
- 演劇集団ウィズ
- 劇団まめ

### 音楽
- 四国中央市民吹奏楽団（旧伊予三島吹奏楽団）
- 川之江吹奏楽団

### 伝統工芸
- 伊予手すき和紙 - 文化文政のころに駿河半紙の製造を伝習して半紙の製造をしたのが始まりとされている[12]。伊予手すき和紙業者は現在は数業者を残すのみとなっており、書道用半紙に特化している[12]。
- 水引 -　大正初期より製造が本格化し、現在では長野県飯田市と共に2大産地を形成している[12]。

## 姉妹都市・提携都市

### 海外
- 中国・宣城市 - 2005年1月（元川之江市は1995年元宣州市と友好都市に）

## 地域

### 健康
- 主要医療機関
  - 公立学校共済組合四国中央病院
  - 社会医療法人 石川記念会 HITO病院
  - 医療法人 明生会 長谷川病院

### 周辺都市
四国中央市は四国のほぼ中央に位置していることから、自家用車を利用した場合は各県庁所在地へ大きな時間差無く到着できる。全ての県庁所在地への所要時間は一般国道で2時間台、高速道路利用では1時間台で、いずれの交通機関を利用した場合も最も近い県庁所在地は高松市である。
| 都市 | 自家用車  | 自家用車 | 自家用車  | 自家用車 | 鉄道      | 高速バス  | 備考                   |
| 都市 | 一般国道  | 一般国道 | 高速道路  | 高速道路 | 鉄道      | 高速バス  | 備考                   |
| 都市 | 時間      | 距離     | 時間      | 距離     | 時間      | 時間      | 備考                   |
| --- | --------- | -------- | --------- | -------- | --------- | --------- | ---------------------- |
| 高松市 |           |          | 1時間11分 | 72.8km   | 57分      | 1時間10分 |                        |
| 松山市 | 2時間14分 | 86.2km   | 1時間31分 | 93.6km   | 1時間19分 | 1時間24分 |                        |
| 高知市 | 2時間37分 | 105.5km  | 1時間13分 | 72.6km   | 2時間28分 | 56分      | 鉄道は多度津で乗換     |
| 徳島市 | 2時間42分 | 101.9km  | 1時間52分 | 110.2km  | 2時間14分 | 1時間53分 | 鉄道は高松で乗換       |
| 岡山市 | 3時間50分 | 120.0km  | 1時間36分 | 103.9km  | 1時間13分 | 利用不可  |                        |
| 広島市 |           |          | 3時間42分 | 227.4km  | 1時間57分 | 利用不可  | 鉄道は岡山で新幹線乗換 |
| - 自家用車による到達時間及び距離は国土交通省四国地方整備局発行の道路時刻表に基づく。 - 自家用車による出発地点は一般国道、高速道路ともに四国中央市役所とする。 - 自家用車による目的地は市役所や大規模交差点など当地の中心的な地点とする。 - 高速道路は目的地に最も近いインターチェンジで下車し、そこから中心部まで一般国道を利用した場合。 - 鉄道は伊予三島駅から当地の中心駅へ、優等列車に乗車した場合の最短時間。 - 高速バスは三島川之江ICで乗車し、当地の中心駅までの所要時間。直行便が無い場合は利用不可としている。 |           |          |           |          |           |           |                        |

## 人口
| |                                            |  |
| 四国中央市と全国の年齢別人口分布（2005年） | 四国中央市の年齢・男女別人口分布（2005年） |  |
| ■紫色 ― 四国中央市 ■緑色 ― 日本全国 | ■青色 ― 男性 ■赤色 ― 女性                  |  |
| 四国中央市（に相当する地域）の人口の推移 \| 1970年（昭和45年） \| 92,663人 \| \| \| 1975年（昭和50年） \| 93,563人 \| \| \| 1980年（昭和55年） \| 95,168人 \| \| \| 1985年（昭和60年） \| 97,005人 \| \| \| 1990年（平成2年） \| 97,215人 \| \| \| 1995年（平成7年） \| 95,658人 \| \| \| 2000年（平成12年） \| 94,326人 \| \| \| 2005年（平成17年） \| 92,854人 \| \| \| 2010年（平成22年） \| 90,187人 \| \| \| 2015年（平成27年） \| 87,413人 \| \| \| 2020年（令和2年） \| 82,754人 \| \| |                                            |  |
| 総務省統計局 国勢調査より |                                            |  |
| 1970年（昭和45年） | 92,663人                                   |  |
| 1975年（昭和50年） | 93,563人                                   |  |
| 1980年（昭和55年） | 95,168人                                   |  |
| 1985年（昭和60年） | 97,005人                                   |  |
| 1990年（平成2年） | 97,215人                                   |  |
| 1995年（平成7年） | 95,658人                                   |  |
| 2000年（平成12年） | 94,326人                                   |  |
| 2005年（平成17年） | 92,854人                                   |  |
| 2010年（平成22年） | 90,187人                                   |  |
| 2015年（平成27年） | 87,413人                                   |  |
| 2020年（令和2年） | 82,754人                                   |  |

## 教育
大学
- 愛媛大学社会連携推進機構 紙産業イノベーションセンター

高等学校
- 愛媛県立川之江高等学校
- 愛媛県立三島高等学校
- 愛媛県立土居高等学校

専門学校
- 四国中央医療福祉総合学院

中学校
| - 四国中央市立川之江北中学校 - 四国中央市立川之江南中学校 - 四国中央市立三島東中学校 - 四国中央市立三島西中学校 | - 四国中央市立三島南中学校 - 四国中央市立土居中学校 - 四国中央市立新宮小中学校（小中一貫校） |

小学校
| - 四国中央市立川之江小学校 - 四国中央市立金生第一小学校 - 四国中央市立金生第二小学校 - 四国中央市立上分小学校 - 四国中央市立南小学校 - 四国中央市立川滝小学校 - 四国中央市立妻鳥小学校 - 四国中央市立松柏小学校 - 四国中央市立三島小学校 - 四国中央市立中曽根小学校 | - 四国中央市立中之庄小学校 - 四国中央市立寒川小学校 - 四国中央市立豊岡小学校 - 四国中央市立長津小学校 - 四国中央市立小富士小学校 - 四国中央市立北小学校 - 四国中央市立土居小学校 - 四国中央市立関川小学校 - 四国中央市立新宮小中学校（小中一貫校） |

## 交通

### 鉄道路線

#### 四国旅客鉄道（JR四国）
- 予讃線 川之江駅 - 伊予三島駅 - 伊予寒川駅 - 赤星駅 - 伊予土居駅 - 関川駅
  - 特急しおかぜ・いしづちは川之江と伊予三島に停車する。
- 中心となる駅：伊予三島駅

### 路線バス
- 瀬戸内運輸

新居浜川之江線（川之江営業所 - 国道11号経由 - 住友病院前）
上分経由新居浜川之江線（川之江営業所 - 川之江駅・山田井・上分・三島駅前経由 - 住友病院前）
新宮線（三島駅前 - 上分 - 新宮・霧の森）
七田線（川之江駅 - 上分 - 七田）
- 福祉バス、デマンドタクシー  新宮村も参照

### 高速バス
四国4県都へ放射線状に高速道路が延伸している四国中央市では、ほとんどの高速バスが市内を通過するため、三島川之江インターチェンジには1日80便以上（2016年現在）の高速バスが発着する。
- パイレーツ号（瀬戸内運輸・東急トランセ） - 東京（渋谷）行き
- ドリーム松山号（ジェイアール四国バス・ジェイアールバス関東） - 東京・TDL（バスタ新宿・東京駅・東京ディズニーランド）行き
- いしづちライナー（瀬戸内運輸・阪神バス） - 大阪・神戸行き
- オリーブ松山号（ジェイアール四国バス・ジェイアール東海バス） - 名古屋行き
- なんごくエクスプレス（ジェイアール四国バス） - 高知行き
- ホエールエクスプレス（伊予鉄バス・とさでん交通） - 高知行き
- 吉野川エクスプレス（伊予鉄バス・ジェイアール四国バス・徳島バス） - 徳島行き
- 坊っちゃんエクスプレス（伊予鉄バス・四国高速バス。ジェイアール四国バス便は停車しない） - 高松・松山行き
- はりまや号（とさでん交通） - 福岡行き

### 道路

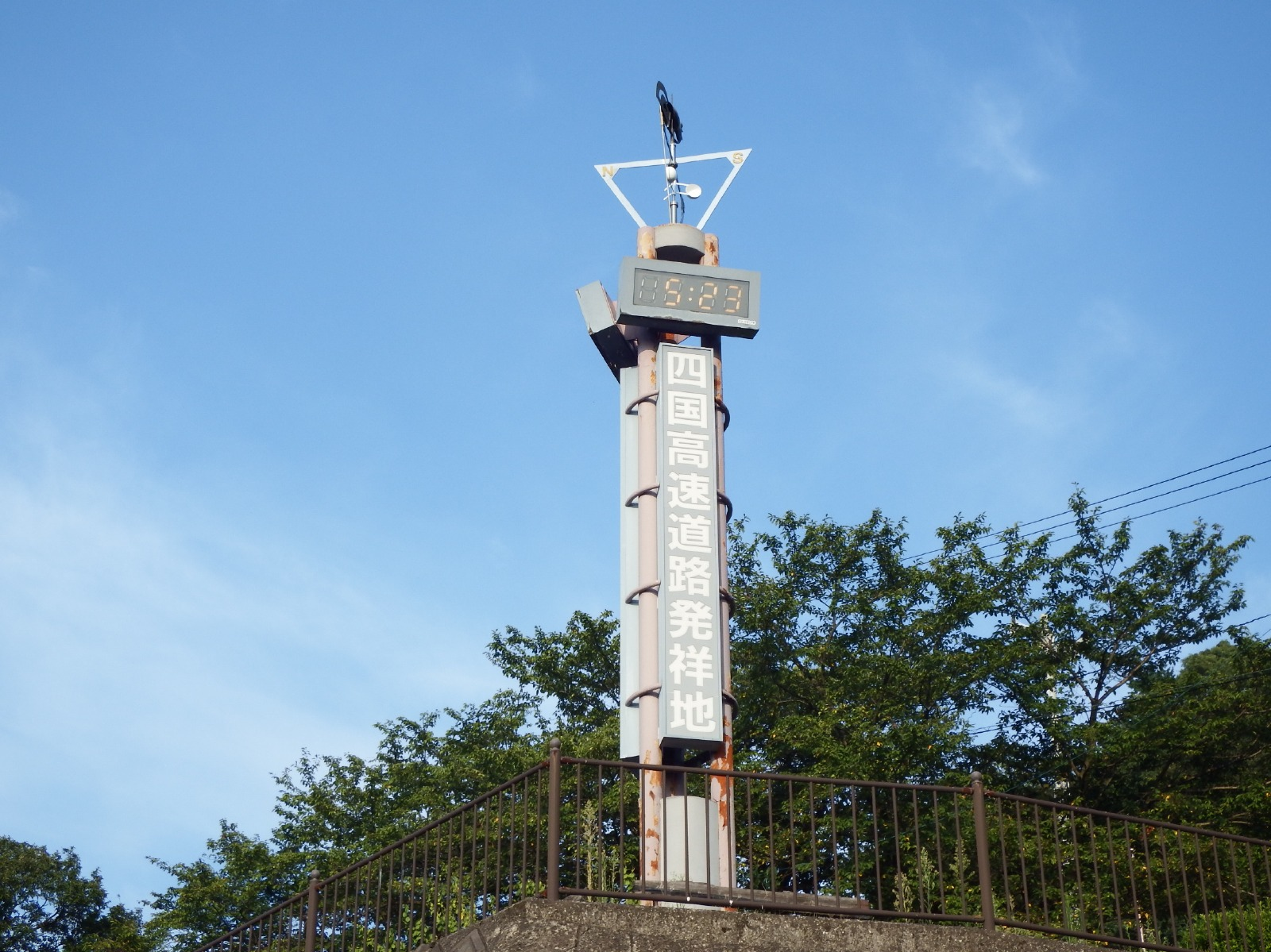
四国高速道路発祥の地モニュメント

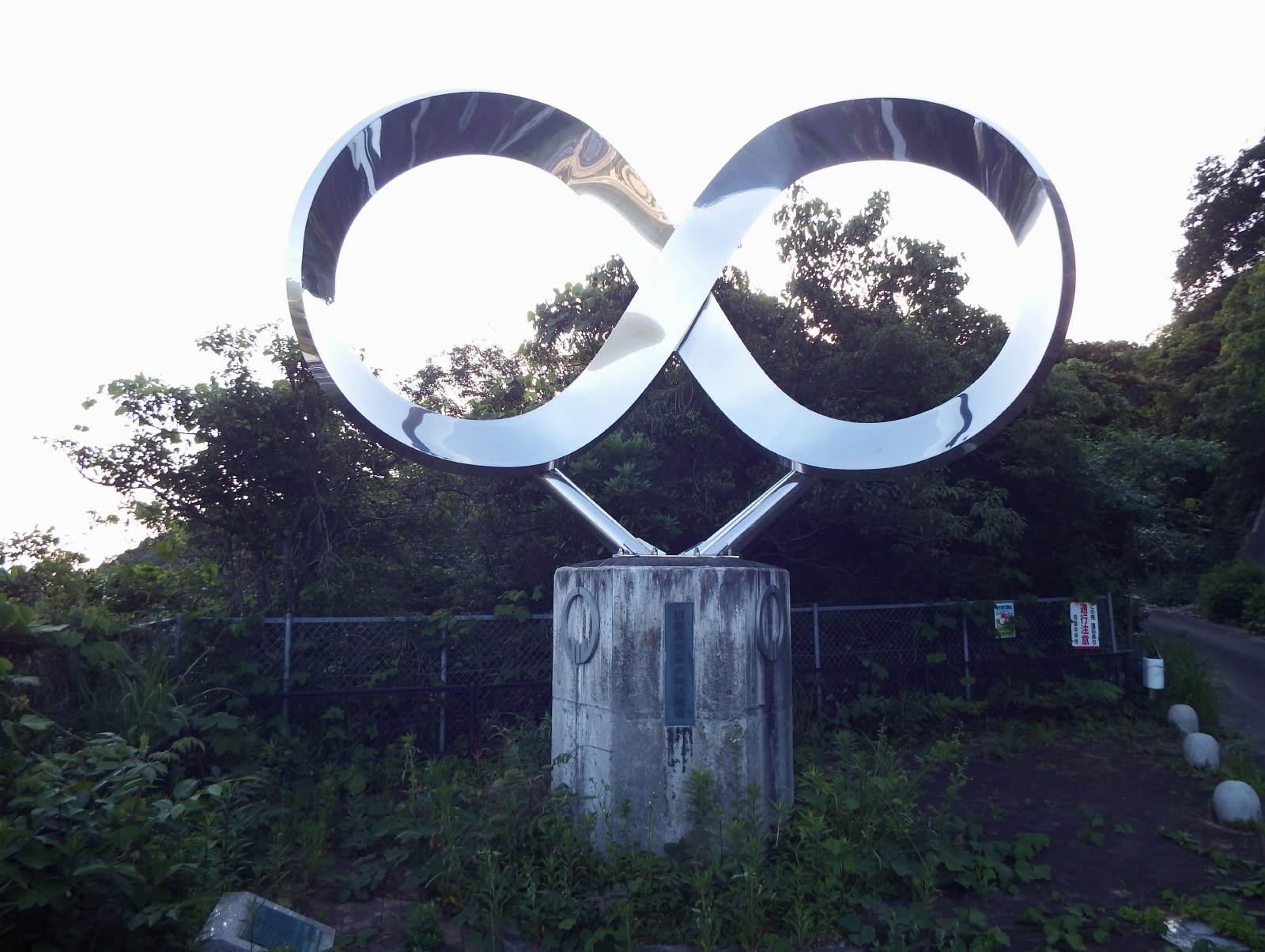
四国高速道路クロス地点モニュメント

#### 松山自動車道
- 三島川之江インターチェンジと土居インターチェンジ間は、四国で最も早く1985年（昭和60年）3月27日に供用が開始された。それを記念して、松山自動車道沿いにある三島公園には、「四国高速道路発祥の地」と記された記念碑が建てられている。

- インターチェンジ
  - 三島川之江インターチェンジ
  - 土居インターチェンジ
- ジャンクション
  - 川之江ジャンクション（高松自動車道・高知自動車道）
- サービスエリア・パーキングエリア
  - 上分パーキングエリア
  - 入野パーキングエリア

#### 高知自動車道
- インターチェンジ
  - 新宮インターチェンジ
- ジャンクション
  - 川之江ジャンクション（高松自動車道・松山自動車道）
  - 川之江東ジャンクション（徳島自動車道）
- サービスエリア・パーキングエリア
  - 馬立パーキングエリア
川之江方面のみ。高知方面は、立川パーキングエリア（「たぢかわ」と読む）が高知県長岡郡大豊町にある。

#### 高松自動車道
- ジャンクション
  - 川之江ジャンクション（松山自動車道・高知自動車道）

#### 徳島自動車道
- ジャンクション
  - 川之江東ジャンクション（高知自動車道）「四国高速道路クロス地点」モニュメントが側道脇に設置されている。

#### 一般国道
- 国道11号
- 国道11号川之江三島バイパス
- 国道192号
- 国道319号

#### 都道府県道
- 愛媛県道5号川之江大豊線
- 愛媛県道6号高知伊予三島線
- 愛媛県道9号大野原川之江線
- 愛媛県道13号壬生川新居浜野田線

一般県道
- 愛媛県道121号川之江停車場線
- 愛媛県道122号川之江港線
- 愛媛県道123号金生三島線
- 愛媛県道124号上分三島線
- 愛媛県道125号伊予三島停車場線
- 愛媛県道126号上猿田三島線
- 愛媛県道127号伊予寒川停車場線
- 愛媛県道128号蕪崎土居線
- 愛媛県道129号伊予土居停車場線
- 愛媛県道131号別子山土居線
- 愛媛県道138号新居浜土居線
- 愛媛県道333号三島川之江港線

### 港湾
- 三島川之江港（重要港湾）
東神戸 - 川之江 - 新居浜東港間に「バンパックフェリー」が一日2往復運航していたが、1998年に廃止された。川之江港参照のこと。現在はRO-RO船および大阪・神戸港と三島川之江港の間にコンテナ貨物航路が定期運航されている。

## 名勝・旧跡・観光スポット・祭事・催事・名産

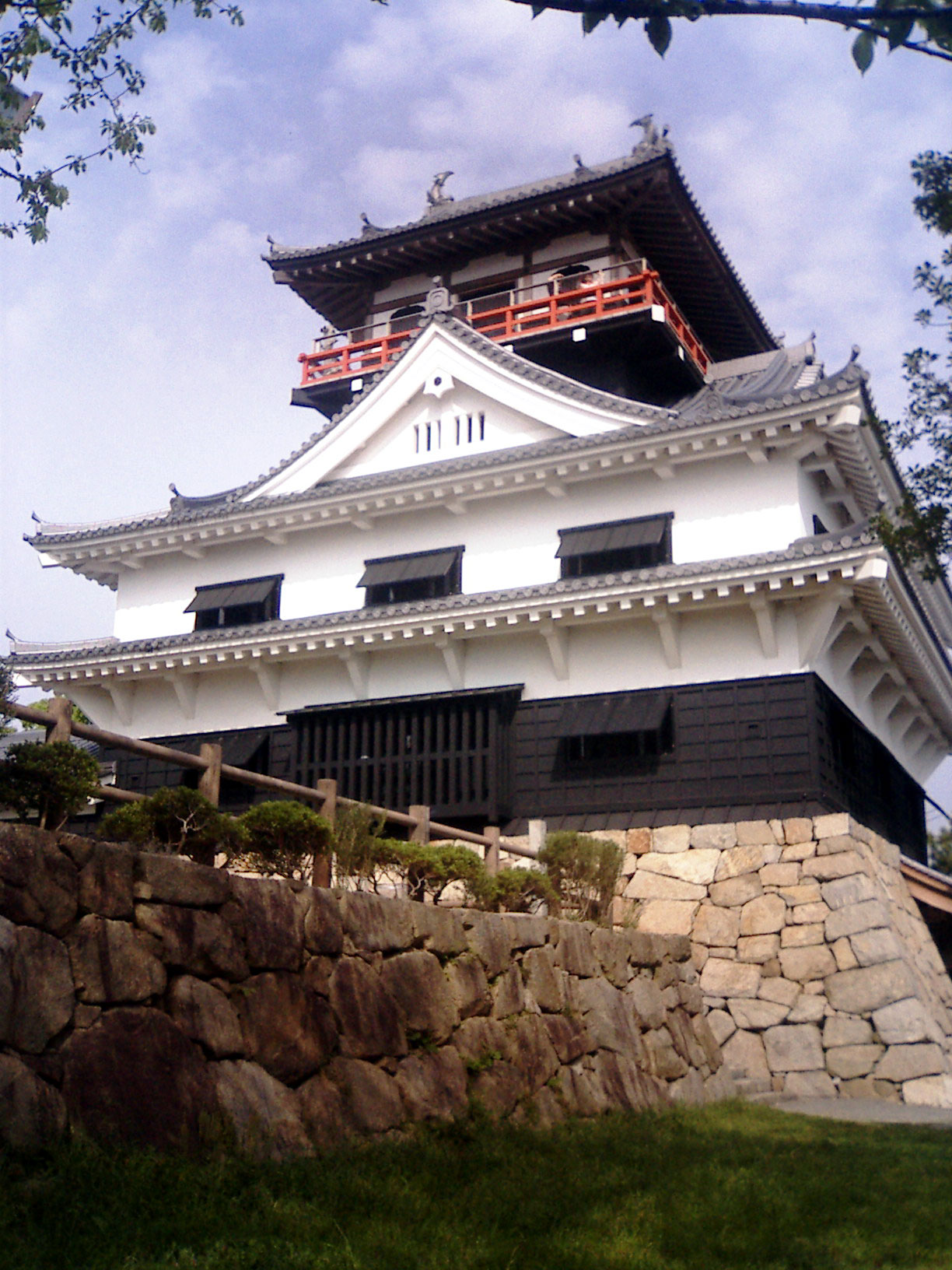
川之江城の復元施設

### 神社・仏閣
- 三島神社
- 八幡神社
- 出雲大社土居教会
- 札所寺院
  - 四国八十八ヶ所霊場：(65)三角寺
  - 四国別格二十霊場：(12)延命寺、(13)仙龍寺、(14)椿堂常福寺
  - 新四国曼荼羅霊場：(25)光厳寺、(26)真観寺、(27)新長谷寺、(28)三福寺
  - 四国三十六不動霊場：(25)睍壽院、(26)仙龍寺、(27)椿堂常福寺

### 史跡
- 川之江城
- 東宮山古墳 - 木梨軽皇子の墓、陵墓参考地
- 宇摩向山古墳 - 地方豪族の墓と言われている、東京国立博物館に出土品展示、国の史跡
- 真鍋家住宅 - 平家の落人の子孫の住宅、現存する愛媛県最古の民家、国の重要文化財
- 純信堂 - よさこい節に歌われている僧・純信が土佐追放後に居住
- 土佐街道・馬立本陣

### 博物館
- 紙のまち資料館
- かわのえ高原ふるさと館
- 暁雨館

### 自然景勝地・公園
- 蕪崎海岸
- 翠波高原
- 塩塚高原
- 霧の森
- 霧の高原

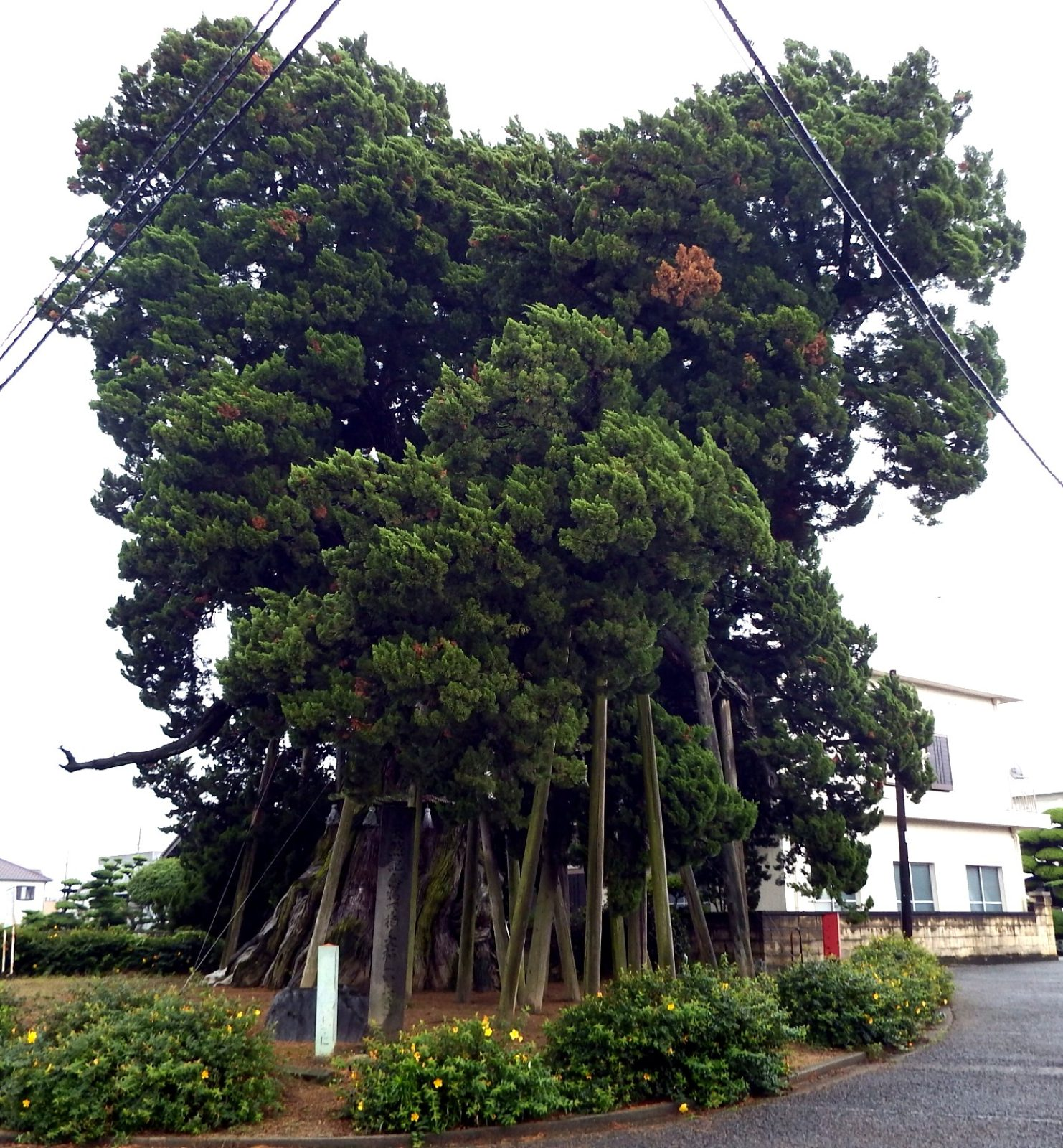
下柏の大柏（国の天然記念物）

- 具定展望台（日本夜景遺産・日本の夜景100選・恋人の聖地）
- 金砂湖・金砂湖畔公園
- 富郷渓谷・富郷キャンプ場
- スカイフィールド富郷
- 下柏の大柏（イブキ：国の天然記念物）
- 三島公園
- 新宮あじさいの里
- 下長瀬あじさい公園
- 森と湖畔の公園
- やまじ風公園
- すすきヶ原入野公園
- 浜公園・川之江野球場
- 伊予三島運動公園
- 港記念公園

### イベント・祭事
- 1月1日 初日の出会（翠波高原）
- 3月上旬 百手祭（川之江八幡神社・金生八幡神社）
- 4月上旬 桜まつり（三島公園・城山公園・向山公園）
- 4月上旬 疎水感謝祭（戸川公園）
- 4月上旬 フラワーフェスティバル（中央公園）
- 4月中旬 塩塚高原山焼き（塩塚高原）
- 4月中旬 菜の花まつり（翠波高原）
- 5月下旬 お茶まつり（霧の森）
- 6月下旬 あじさいまつり（新宮あじさいの里）
- 6月下旬 輪越し
- 7月中旬 かわのえ夏まつり（川之江港）
- 7月23 - 25日 みなと祭り・天神祭り花火大会（三島港）
- 7月下旬 四国中央紙まつり（愛媛県紙産業技術センター）
- 7月下旬　書道パフォーマンス甲子園（三島体育館）
- 8月上旬 湖水まつり（てらの湖畔公園・金砂湖畔公園）
- 8月15日 霧の森夏まつり（霧の森）
- 8月15日 土居夏まつり（関川ふるさと広場）
- 8月下旬 コスモスまつり（翠波高原）
- 9月 土居のいもたき（関川ふるさと広場）
- 9月中旬 コスモス感謝祭（翠波高原）
- 9月下旬 新宮マス釣り大会（銅山川新宮橋周辺）
- 10月 収穫祭（霧の森）
- 10月中旬 塩塚鳥人間パラグライダー仮装フェスティバル（塩塚高原）
- 10月13日 - 15日 土居太鼓祭り（土居地区）・川之江太鼓祭り（川之江地区）
- 10月20日 - 23日 伊予三島太鼓祭り（三島地区）
- 11月中旬 産業祭・グリーンフェスタ（ジャジャうま市）

### 特産物・名産・土産物
- 梅錦（梅錦山川）
- 柴田のモナカ（柴田モナカ本舗）
- ひうち焼き（丸亀屋）
- いわくら太鼓（菓子匠たつの屋）
- 瀬戸の栗（甘元）
- 新宮茶（脇製茶場）
- 霧の森大福（霧の森菓子工房）
- えびちくわ（青木兄弟加工所・青木蒲鉾店）
- 里芋・山の芋
- 水引細工
- 揚げ足鳥

## 四国中央市を舞台とした作品
- 映画『書道ガールズ!! わたしたちの甲子園』
- 特撮番組『高速戦隊ターボレンジャー』第40・41話 - 合併前の伊予三島市を舞台にしている。
- 漫画『日本三國』

## ゆるキャラ
- しこちゅ〜（四国中央市公認）
- ほっこりん（四国中央市子育て支援ネットワーク「しこちゅ〜・ほこほこネット」）

## 四国中央市イメージソング
- 「未来へ続くまち」

作詞
作曲・歌 南こうせつ

## 出身の人物

### 歴史上の人物
- 大西元武 − 阿波国三好郡大西郷の戦国武将。大西頼武の弟。
- 尾藤二洲 − 寛政の三博士・儒学者
- 降魔研暢 - 僧侶。高野山真言宗の管長。
- 近藤篤山 − 江戸時代の儒学者「伊予聖人」「徳行天下第一の人」とたたえられた

### 実業家
- 井川伊勢吉 − 実業家、大王製紙会長
- 白石義明 − 実業家、世界初、回転寿司のコンベヤ旋廻食事台考案者、旧伊予三島市出身
- 高原慶一朗 − 実業家、ユニ・チャーム創業者・初代社長、日本経団連評議員会副議長
- 高原豪久 − 実業家、ユニ・チャーム第2代社長、日本の富豪ランキング5位

### 政治家
- 井原岸高 - 自由民主党衆議院議員8期
- 井原巧 - 初代四国中央市長、自由民主党参議院議員1期、衆議院議員1期
- 西岡隆 - 大分県臼杵市長、元こども家庭庁長官官房参事官

### 法曹
- 真鍋八千代 − 弁護士、後楽園スタヂアム社長、日本ボクシングコミッションコミッショナー、他

### 学者・教育者
- 星川啓慈 − 宗教哲学者
- 真鍋淑郎 − アメリカ合衆国の気象学者、2021年ノーベル物理学賞受賞者、旧新宮村

### 棋士
- 森信雄 − 将棋棋士、旧伊予三島市

### 写真家
- 白川義員 − 写真家、愛媛県立川之江高等学校

### 書道家
- 紫舟 − 女性書道家、川之江町、川之江小学校[13]～(旧・川之江市)四国中央市立川之江北中学校～愛媛県立川之江高等学校出身。書道パフォーマンス甲子園特別審査員。NHK大河ドラマ『龍馬伝』の題字担当

### 俳人・歌人
- 深川正一郎 − 俳人

### 作家
- 高橋光子 − 小説家、旧川之江町
- 古田足日 − 児童文学作家、旧川之江市

### 漫画家
- 加地君也 − 漫画家、旧川之江市、愛媛県立川之江高等学校出身
- 木村太彦 − 漫画家
- 椎名あゆみ − 漫画家、愛媛県立川之江高等学校出身
- 西野りんご − 漫画家
- 矢代まさこ − 漫画家、旧伊予三島市
- 松木いっか − 漫画家

### 演出家・脚本家
- 福田卓郎 − 脚本家・演出家。トリック2、富豪刑事などの脚本。書道パフォーマンス甲子園審査員。三島中央[14]。

### 俳優・タレント
- 中泉英雄 − 俳優、旧川之江市、愛媛県立川之江高等学校
- 帆風成海 − 宝塚歌劇団第93期生・雪組男役、愛媛県立川之江高等学校出身。川之江町出身[15][16]

### モデル
- 今村仁美 − モデル・レースクイーン

### 歌手
- YU-KI − 歌手、TRFのメインヴォーカル担当、三島中央、三島小学校～三島西中学校〜愛媛県立三島高等学校

### 演奏家
- 石川龍 − ランクヘッドドラム、旧川之江市
- 合田悟 − ランクヘッドベース、旧伊予三島市
- 曽我部清典 − トランペット奏者、現代音楽のスペシャリスト。スライドつきトランペット「ゼフュロス」の開発者としても知られる。旧土居町
- 高橋久美子 − チャットモンチードラム、土居町中村、愛媛県立川之江高等学校出身

### お笑い芸人
- まぁこ − お笑い芸人、三島南中学校、旧伊予三島市

### 講談師
- 神田鯉花 − 日本講談協会

### 声優・ナレーター
- コーイチ − ナレーター
- 白石稔 − 声優、旧川之江市、愛媛県立川之江高等学校出身

### アナウンサー
- 重森由佳 − 長崎国際テレビ社員・元アナウンサー、旧川之江市、愛媛県立川之江高等学校出身
- 寺尾英子 − 南海放送アナウンサー、土居町、愛媛県立土居高等学校出身

### スポーツ
野球
- 石川陽造 − プロ野球選手、旧伊予三島市
- 井原慎一郎 − プロ野球選手
- 鎌倉健 − プロ野球選手、川之江高校・→北海道日本ハムファイターズ、旧川之江町
- 篠原慎平 −（野球選手・愛媛マンダリンパイレーツ〜香川オリーブガイナーズ - 東京読売ジャイアンツ、愛媛県立川之江高等学校出身
- 鈴木皖武 −（プロ野球選手）
- 高橋勇丞 −（プロ野球選手、済美高校で第76回選抜高等学校野球大会優勝→阪神タイガース、旧川之江市）
- 代木大和 −（プロ野球選手）

バスケットボール
- 石川幸子 − バスケットボール選手、シャンソン化粧品〜スペイン・コンケロ〜中国・雲南
- 窪田夕子 − バスケットボール選手、シャンソン化粧品、旧川之江市
- 近藤楓 − リオ五輪バスケットボール女子日本代表選手、土居町蕪崎出身、 新居浜商業高等学校 - 大阪人間科学大学 - トヨタ自動車）
- 軸丸ひかる − バスケットボール選手、東京羽田ヴィッキーズ
- 藤原有沙 − バスケットボール選手、デンソー

プロレス
- 石川晋也 − プロレスラー、旧新宮村

キックボクシング
- 石川健太郎 − 格闘家、旧川之江市

### その他
- 福田和子 − ホステス、旧川之江市、松山市生まれ

## 市が抱えている問題

### 市名に対する批判
四国中央市はその名前の奇抜さ故に、市内だけでなく、全国的に批判の対象となる事が多い。市名が批判される理由として以下のような理由が挙げられる。
- 先走りしすぎたネーミング。道州制を先取りしたものとみられるが、四国内では議論も本格的に始まっているとは言いがたい。
- 地理的に四国の「中央」といえるか疑問。
- 合併協議会によって一方的に決定されたイメージが強い。最初の市民投票による新市名公募では、5つ挙がった候補のうち「四国中央市」は最下位だった。ちなみに第一位は「宇摩市」二位「うま市」三位「法皇市」、四位は「ひうち市」。また新市名決定後、住民から一万弱の反対署名があったにもかかわらず、合併協議会は再考を検討しなかった。

地元の郡名である「宇摩」を採用せず、四国から消滅させた理由について、旧伊予三島市長の篠永善雄は読売新聞東京本社文化部の取材に対して以下の趣旨の発言を残している。
- 若い人は「ひひーんと鳴く馬のようでいやだ」と言っている。
- 「宇摩」の名前にどんな由来があるかなんて、自分も含めて誰も知らない。そんな地元の歴史なんかにこだわる事は無い。
- 宇摩にならなくて本当に良かった。ウマなんていやに決まっている。
- （自分の地元の）三島という地名には思い入れがあるので字名に残した。

また公募で寄せられた数は「宇摩市」が1位で、「四国中央市」は5位であったにもかかわらず、篠永善雄前市長は「論議を呼んでいるが、反対意見は一部だと思う。 名称変更は考えていない。賛成する市民も多く、自然体で年月の経過を待ちたい」と話している。

### 慢性的な交通渋滞
香川県や徳島県（広域的には関西も）と愛媛県を往来する車両のほとんどが四国中央市の狭い平野部を通過する為、慢性的な交通渋滞が問題となっている。近年、海岸線や国道11号川之江三島バイパスが整備され、旧三島地区で渋滞がやや緩和されたが、バイパスと国道11号の分岐点となった中之庄町交差点で大渋滞が発生するなど、新たな問題点が発生した。また、バイパスの終点付近にある具定橋西側に市道が接続されたため、それが渋滞に拍車をかけている。
また、三島川之江港に建設中の金子多目的国際ターミナルが完成すると、現在慢性的に渋滞している国道11号港交番前交差点に多目的国際ターミナル線が接続され、大渋滞となることが想定されることから、平成24年度の供用を目指し港交番前交差点周辺で拡幅改良の為の用地買収を行っているところである。
大雪になった場合、大豊 - 新宮の高速道路区間は大抵の場合通行止めになり新宮付近のも積雪30センチメートルほど積り徳島・高知方面はよく雪崩が起こりこちらも通行止めとなる。何らかの理由で車で徳島・高知県や関西方面へ短時間で行きたい場合香川県経由となりかなりの迂回を強いられる。

### 公害
日本有数の紙の町として発展してきた一方で、製紙工場から垂れ流される汚水によって、燧灘の海底にヘドロが堆積したり、奇形魚が獲れたりするなど、昔から大気汚染や悪臭などの公害に悩まされ続けてきた。
公害の酷さに近隣の漁協などから苦情が多発した為、企業側も浄水設備や超高層集合煙突を設けるなど本格的な環境対策に乗り出してから、現在では河川に魚の姿が多数見られるようになり、以前ほどの強烈な悪臭もしなくなってきた。